# George Willem Stroink
George Willem Stroink (Steenwijkerwold, 25 mei 1871 - 's-Gravenhage, 27 november 1941) was burgemeester van Steenwijkerwold.
Stroink was een lid van de patriciaatsfamilie Stroink. Hij was de zoon Albertus François Stroink, die 36 jaar burgemeester van Steenwijkerwold was en Martina Aleida Hoogklimmer (1844-1941). Hij trouwde in 1901 met Roelina Willemina Nijsingh (1867-1943) uit welk huwelijk geen kinderen geboren werden. Zijn broer Meinardus Albertus Hendrikus Martinus Stroink (1865-1930) was onder andere burgemeester van Lonneker.
Stroink volgde op 1 april 1900 zijn vader op en ging maart 1939 met pensioen.
Stroink was Ridder in de Orde van de Nederlandse Leeuw en Officier in de Orde van Oranje-Nassau.
- International Standard Name Identifier: 0000 0003 8723 9534
- Nederlandse Thesaurus van Auteursnamen: 329589911
- Virtual International Authority File: 280120206